# لادن رضاجویی
لادن رضاجویی (زاده ۱۳۴۸ در آبادان) بازیگر و مجری برنامه‌های کودک و نوجوانان اهل ایران است.

## آثار تلویزیونی
- بازی، شادی، تماشا
- قصه‌های خاله عنکبوت
- پنجره‌های شادی
- لی‌لی‌حوضک
- باطراوت
- صبح‌بخیر کوچولو
- شهر بستنی‌ها[۳]
- خونه لالاپر[۲]
- هدیه‌های آسمانی
- به‌به چه روز خوبی
- امیدهای ایران
- مسابقه تلویزیون آذرخش
- تئاتر شوخی
- برنامه شاپرک (شبکه جام‌جم)
- مسابقه مثبت یک[۴]
- عیدانه (شبکه جام‌جم)[۵]
- تهران ۱۱- ۵۹۵ ج ۴۸